# Bylgides acutisetis
Bylgides acutisetis är en ringmaskart som beskrevs av Loshamn 1981. Bylgides acutisetis ingår i släktet Bylgides och familjen Polynoidae. Arten är reproducerande i Sverige. Inga underarter finns listade i Catalogue of Life.